# Tricliceras schinzii
Tricliceras schinzii är en passionsblomsväxtart. Tricliceras schinzii ingår i släktet Tricliceras och familjen passionsblomsväxter.

## Underarter
Arten delas in i följande underarter:
- T. s. laceratum
- T. s. schinzii
- T. s. juttae